# مايلز هارفي
مايلز هارفي (بالإنجليزية: Miles Harvey)‏ هو صحفي أمريكي، ولد في 21 أكتوبر 1960.